# Мукасей Михайло Анатолійович
Михайло Анатолійович Мукасей (нар. 1966) — радянський і російський кінопродюсер, кінооператор.

## Біографія
Михайло Мукасей народився в Москві в 1966 у родині кінематографістів — Світлани Дружиніної та Анатолія Мукасея. Онук легендарних радянських розвідників — Михайла Мукасея та Єлизавети Мукасей.
В 1983 вступив до ВДІК на операторський факультет.
1986-1987 бас-гітарист рок-групи Оберманекен, брав участь у записі культового альбому Оберманекен "Дотик нервового хутра «, який був включений до книги Кушнір а» 100 магнітоальбомів радянського року ". Альбом є однією з вершин постмодерністського мистецтва Радянського Союзу того часу.
На нинішній момент — російський продюсер та оператор, що працює переважно в ігровому кінематографі.
Брав участь у зйомках більш ніж 500 рекламних роликів та музичних кліпів.

## Фільмографія

### Операторські роботи
1. 1989 «Руйнівник Хвиль»
2. 1990 «За день до …»
3. 1992 «Арбітр»
4. 2001 «Даун Хаус»
5. 2003 «Газ — російські машини»
6. 2005 «Полювання на ізюбра»
7. 2006 «Жесть»
8. 2007 «Монтана»
9. 2008 «Сніг тане не назавжди»
10. 2009 «Перша Осінь Війни»
11. 2010 «На зраді»
12. 2017 «Обмін»

### Продюсер
1. 2010 «На зраді»